# مانیتور (اورگن)
مانیتور (به انگلیسی: Monitor) یک منطقهٔ مسکونی در ایالات متحده آمریکا است که در شهرستان ماریون، اورگن واقع شده‌است.